# Faig ploraner
El faig ploraner (Fagus sylvatica f. pendula), també anomenat faig penjant és un cultivar del faig europeu (Fagus sylvatica) caducifoli. Juntament amb el faig porpra (var. purpurea) és la varietat ornamental més coneguda del faig europeu. Es troba en molts parcs i, per la seva forma, també en molts cementiris. Es tracta d'un desenvolupament cultivat a partir d'una forma penjant que es troba de manera natural.

## Característiques
El faig ploraner es caracteritza per la seva forma amb branques llargues i pèndules que cauen cap avall. Sovint, el tronc de l'arbre no és visible a distància a causa de les branques "ploraneres" que el cobreixen. Aquestes branques poden arribar a tocar el terra i, en alguns casos, formar noves arrels. Més petit que el faig comú, aquest arbre pot arribar fins als 25 metres d'alçada i tendeix a ser més ample que alt.
Les fulles del faig ploraner són amples, planes, simples i sense lòbuls. Tenen vores llises i s'alternen al llarg de les branques. Normalment, fan entre 5 i 10 centímetres de llarg. Les flors apareixen a la primavera i són poc vistoses. Les fulles verdes es tornen de color coure a la tardor. A l'hivern, l'esquelet de la tija platejada i les seves branques mantenen un aspecte atractiu. El pigment porpra de les fulles actua com un protector solar per protegir les noves fulles, fet especialment important per a les plantes que creixen a grans altituds, on la intensitat del sol és alta.
Els fruits del faig, anomenats fages, estan envoltats per una closca prima i espinosa i fan menys de 5 cm de diàmetre.
El faig ploraner és considerat l'arbre ploraner més gran d'Europa central. Existeixen diverses variacions quant a la forma de creixement i color del fullatge. Amb una ramificació baixa del tronc, amb unions i branques de creixement ondulat, que formen una capçada ample, s'assemblen molt en els seus hàbits als faigs de Süntel, fet que genera confusió.

## Creixement
La forma de creixement del faig ploraner es pot comparar amb la d'una font: el tronc creix primer cap amunt de manera recta i després forma branques que canvien de direcció en un arc, estenent-se horitzontalment abans de deixar caure gairebé verticalment les seves branques cap a terra.
Els faigs ploraners semblen una mica prims quan són joves, però quan es fan grans mostren un creixement extremadament pintoresc. De vegades, algunes branques llargues creixen horitzontalment des del tronc, trencant així la forma esvelta de l'arbre. Les branques individuals sovint creixen arquejades fora de la corona i estan completament nues a la part superior.

## Reproducció
La reproducció es fa empeltant un faig penjant sobre un faig comú, la qual cosa genera una característica protuberància al tronc.

## Hàbitat i manteniment

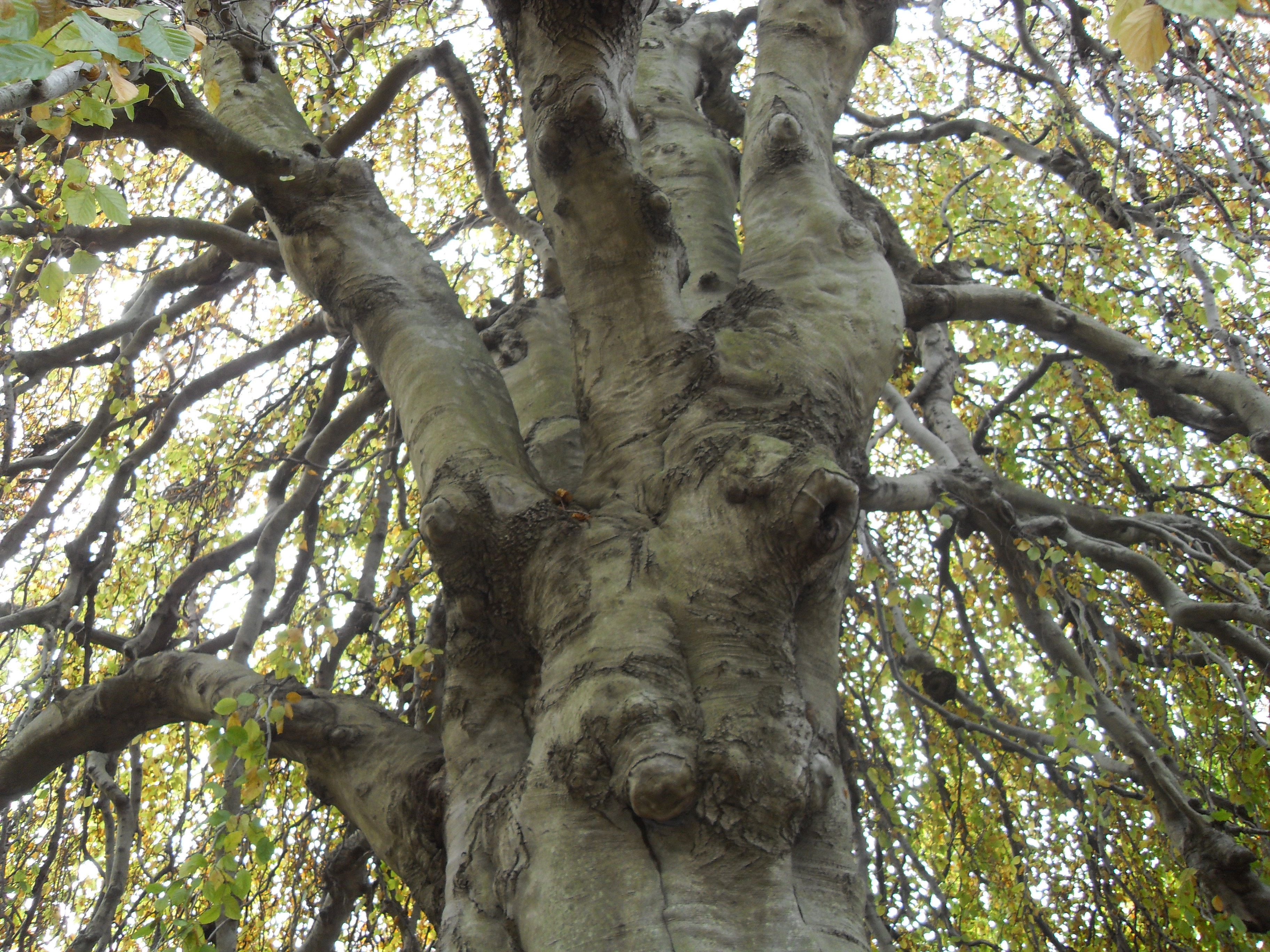
Sota el paraigua d'un faig ploraner

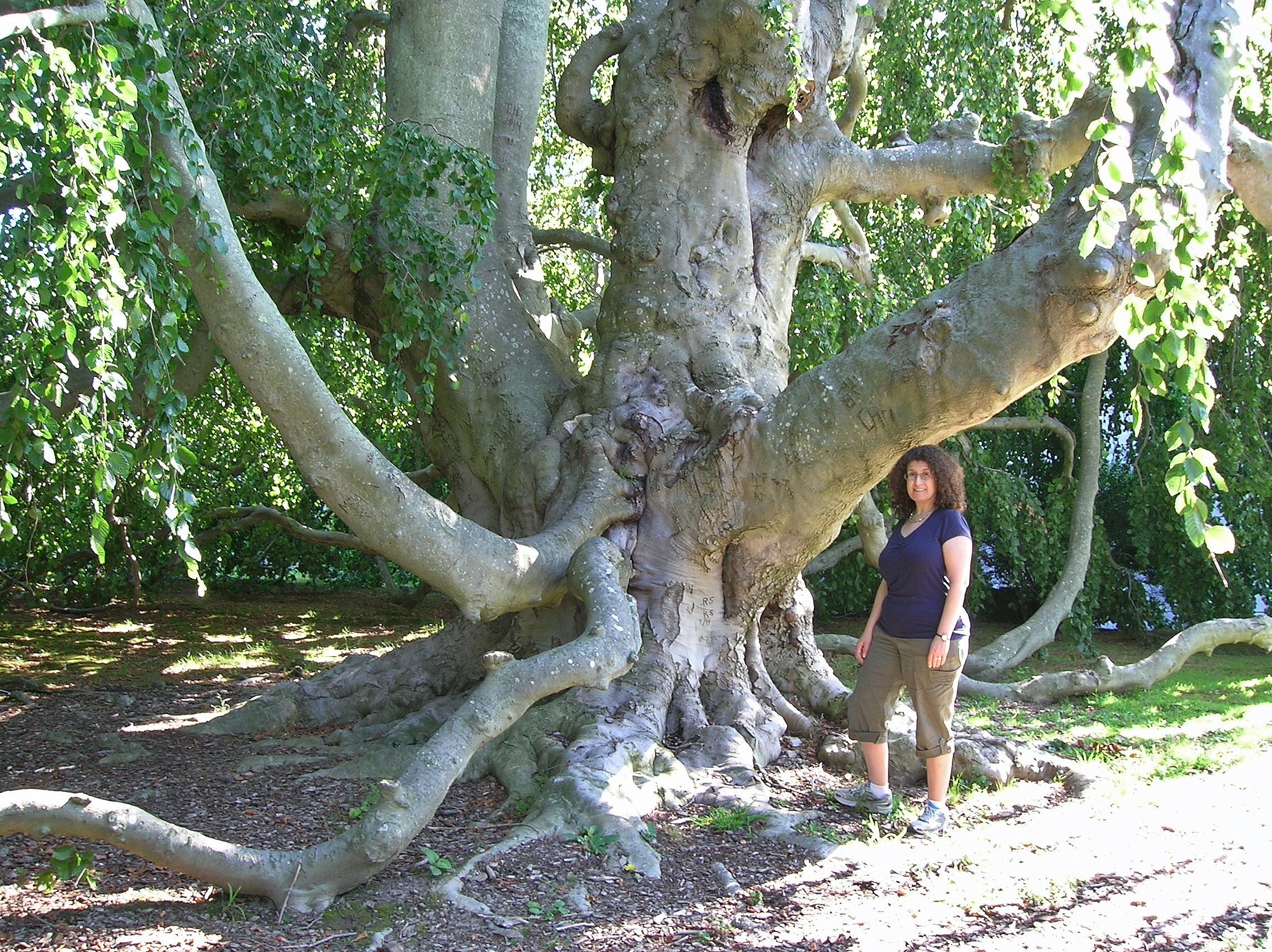
Faig ploraner a Newport (Rhode Island), Estats Units (agost de 2015)

L'arbre no és natiu d'Amèrica del Nord, però creix a les zones de resistència 4-7 d'Estats Units. Necessita humitat i un sòl ben drenat, i prefereix zones assolellades o amb ombra parcial. No tolera la contaminació industrial ni la sal de carrer.
Els arbres joves han de ser tutorats perquè creixin cap amunt, ja que el creixement tendeix a ser lent. Els faigs ploraners poden viure entre 150 i 200 anys.
Les plagues que poden atacar l'arbre inclouen pugons, barrinadors (el barrinador pla de la pomera, el barrinador de dos ratlles del castanyer), determinades erugues i fongs.

## Subjectes notables
- El faig ploraner del square Roger-Stéphane, situat al carrer Juliette-Récamier, al 7è districte de París.[6]